# Cindy Crawford
Cindy Crawford (eredetileg Cinthia Ann Crawford) (DeKalb, Illinois, 1966. február 20. –) amerikai szupermodell, színésznő, üzletasszony. A Pepsi reklámarca, ismertető jegye az ajka fölött látható anyajegy. Christy Turlingtonnal, Claudia Schifferrel, Linda Evangelistával és Naomi Campbell-lel együtt azon kevés szupermodellek közé sorolják, aki megváltoztatta az 1980-as évek végén és 1990-es évek elején a divatot.

## Élete
Cynthia Ann Crawford az Illinois állambeli DeKalb városában született. Jennifer Moluf és Dan Crawford lánya, három testvére van: öccse Jeff (elhunyt), nővére Chris, és húga Danielle. Nagyon fiatalon 16 éves korában fedezte fel egy fényképész, ahogy a kukoricaföldeken dolgozott. A fotónak jó visszhangja volt és Cindy úgy döntött, hogy modellként dolgozik tovább. Két éven át az Elite Modellügynökségnél dolgozott Chicagóban. A mindig is jó tanuló Crawford, a modellkedést félbehagyva vegyészetet tanult ösztöndíjjal a Northwestern University-n. Ahogyan a középiskolában, úgy az egyetemen is jó eredményeket ért el, mégsem foglalkozott sokáig a mérnöki diploma megszerzésével. Ismét a modellkedést választotta és otthagyta az egyetemet. Modellkarrierjében fontos tényező lett Victor Skrebneski fotós Chicagóban aki nagy sikerű képeket készített róla. Az igazi karriert New Yorkban indította el számára 1986-ban. Cindy arcán a kis anyajeggyel különlegesnek számított. Hamarosan a legkeresettebb modell lett az USA-ban. Két éven belül a legnagyobb divattervezők dolgoztatták, divatmagazinok címlapjain pózolt. Az első igazi szupermodellek elit csoportjába tartozott Naomi Campbell-lel, Claudia Schiffer-rel és Linda Evangelistával együtt. Szerepléseiért csillagászati összegeket kapott. 1988-ban Cindy lefotóztatta magát Hugh Hefner Playboy magazinjában és ezzel nagy vihart kavart a modellvilágban. Olyan népszerűségre tett szert ezzel a tettével a férfiak között, hogy 6 éven át az MTV House of Style című műsorának háziasszonyaként dolgozhatott. Cindy a nagyon jó üzleti szellemű hölgy, fürdőruhanaptárakat, fitness-videókat adott ki. Befektetőként szerepelt Naomi Campbell-lel, Elle MacPherson-nal és Claudia Schifferrel együtt a Fashion Café üzletláncba. Cindynek nyeresége származott a később sikeressé váló Planet Hollywoodban is. Nagy cégekkel kötött milliós nagyságrendű reklámszerződéseket, a Pepsivel, a Kay Jewelers-szel és Revlonnal. Ezen szerződések alapján Cindy és cége, a Crawdaddy Inc. nagy fejlődésnek indult busás hasznot hozva Cindynek. Szerette a különc dolgokat a legkülönbözőbb újságok címlapjára került. A Vanity Fair címlapján K.D. Langgel szerepelt, aki meglehetősen vitatott személyiség volt.

## Magánélete
1991 és 1995 között Richard Gere felesége volt. 1998. május 29-én hozzáment Rande Gerber-hez, akitől két gyermeke született, fia Presley Walker (1999. július 2.), kislánya Kaia Jordan Gerber (2001. szeptember 3.).
Bátyja fiatalon meghalt, leukémiában, ezért Cindy jelentős összegekkel támogatja a leukémiával foglalkozó kutatásokat.

## Díjai
- 1996 - Arany Málna díj jelölés - a legrosszabb színésznő (Tiszta játszma)
- 1996 - Arany Málna díj jelölés - a legrosszabb páros (Tiszta játszma)
- 1996 - Arany Málna díj jelölés - a legrosszabb új sztár (Tiszta játszma)
- 1982 - Az év arca-díj - Elite Magazin

## Parfümök
- Cindy - Eau de toilette, Illatcsalád: virágos-aldehides, 2002
- Feminine - Típus: Eau de toilette, Illatcsalád: virágos, 2003
- Joyful - Típus: Eau de parfum, Illatcsalád: virágos-gyümölcsös, 2004
- Summer Day - Típus: Eau de toilette, Illatcsalád: virágos-gyümölcsös, 2006
- Waterfalls - Típus: Eau de toilette, Illatcsalád: virágos-aquás 2005

## Filmek
- 1995 - Tiszta játszma, (Fair Game) - Kate McQuean
- 2000 - The Simian Line - Sandra
- 2001 - Fashion Flashback, mini tv-sorozat
- 2002 - According to Jim, Gretchen
- 2004 - Szextra (A Real Sex Xtra: Pornucopia - Going Down in the Valley) - önmaga
- 2009 - Wizards of Waverly Place ("Varázslók a Waverly-helyről") (sorozat), Fashion Week, TV epizódszerep, Bibi Rockford
- 2009 - Wizards of Waverly Place ("Varázslók a Waverly-helyről") (film)

## Fitness
- Cindy Crawford: Fitness csak neked. (Shape your body- workout)
- Cindy Crawford: Új dimenzió. (New Dimensions)
- Cindy Crawford: Szépség és egészség